# Fairchild T-46
Le Fairchild T-46 Eaglet était un avion à réaction léger d'entraînement militaire des années 1980. Le programme fut annulé en 1986 après seulement trois appareils construits.

## Conception et développement
Dans le but de valider le design de l'appareil, et d'explorer ses qualités de vol, Fairchild Republic passa commande auprès d'Ames Industries situé à Bohemia (État de New York), d'une version volante réduite à l'échelle 62 %. Rutan Aircraft Factory (RAF) situé à Mojave (Californie) fut chargé de la conduite des essais en vol, Dick Rutan était alors le pilote d'essai. Cette version à l'échelle était dénommée Model 73 NGT chez RAF.
L'appareil gagna la compétition organisée par l'US Air Force dans le but de fournir un avion d'entraînement prochaine génération (NGT) pour remplacer les Cessna T-37 Tweet. L'avion effectua son premier vol le 15 octobre 1985 mais fut annulé un peu plus d'un an plus tard pour des raisons restées largement controversées. Le T-46 fut le dernier appareil conçu par Fairchild Republic Corporation et après la fin du programme n'eut plus de rentrées d'argent. Sans autre contrat et avec le programme NGT annulé, la compagnie dû fermer l'usine Republic de Farmingdale (État de New York) mettant fin à 60 années de construction d'avion Fairchild. Deux T-46 se trouvent sur la base aérienne d'Edwards.
L'appareil était un biplace côte-à-côte avec une dérive en « H » (comme le A-10) et propulsé par deux turboréacteurs à double flux. La cabine pressurisée recevait deux sièges éjectables. Si le programme avait continué, il prévoyait la construction de 600 appareils pour 1993. Il avait aussi un potentiel à l'exportation en tant qu'avion d'attaque au sol léger en plus de son rôle d'avion d'entraînement.

## Appareils visibles
- Le 84-0492 est visible à l'Air Force Flight Test Center Museum de la base d'Edwards en Californie.
- Le 84-0493 est en cours de restauration National Museum of the United States Air Force.

### Aéronefs comparables
- Cessna T-37 Tweet
- Alpha Jet
- Beechcraft T-6 Texan II
- BAe Hawk